# Куцелаба, Ион Николаевич
Ион Николаевич Куцелаба (рум. Ion Cuțelaba; род. 14 декабря 1993, Кишинёв, Молдавия) — молдавский боец смешанного стиля, представитель тяжёлой и полутяжёлой весовых категорий. Выступает на профессиональном уровне начиная с 2012 года, известен прежде всего по участию в турнирах бойцовских организаций UFC. Чемпион Европы по боевому самбо.

## Биография
Ион Куцелаба родился 14 декабря 1993 года в Кишинёве, Молдавия. С детства увлекался единоборствами, в подростковом возрасте занимался греко-римской борьбой, затем практиковал самбо и дзюдо, став в обеих этих дисциплинах национальным чемпионом. Одержал победу на чемпионате Европы по боевому самбо 2012 года в категории до 90 кг.

### Начало профессиональной карьеры
Дебютировал в смешанных единоборствах на профессиональном уровне в апреле 2012 года на турнире в России, выиграв у своего соперника техническим нокаутом за 27 секунд. Дрался в небольших промоушенах в Болгарии, Молдавии, Казахстане, Украине, Франции.
Сотрудничал с достаточно престижной британской организацией Cage Warriors, здесь в августе 2013 года потерпел первое в профессиональной карьере поражение — в поединке с поляком Михалом Андрышаком был дисквалифицирован за повторявшиеся удары по затылку.

### Ultimate Fighting Championship
Имея в послужном списке 11 побед и только одно поражение, Куцелаба привлёк к себе внимание крупнейшей бойцовской организации мира Ultimate Fighting Championship и весной 2016 года подписал с ней долгосрочный контракт. Дебютировал в октагоне UFC уже в июне — в рамках полутяжёлой весовой категории встретился с представителем Латвии Мишей Циркуновым и уступил ему сдачей, попавшись в третьем раунде на «ручной треугольник».
Позже в 2016 году по очкам выиграл у Джонатана Уилсона и проиграл Джареду Каннонье, заработав при всём при том бонус за лучший бой вечера.
В июне 2017 года уже на 22 секунде первого раунда отправил в нокаут бразильца Энрике да Силву.
На ноябрь 2017 года планировался бой против россиянина Гаджимурада Антигулова, но тот вынужден был сняться с турнира из-за травмы, и его заменили польским новичком Михалом Олексейчуком. Однако вскоре после церемонии взвешивания сам Куцелаба тоже был снят с турнира, поскольку Американское антидопинговое агентство заподозрило его в употреблении запрещённых веществ — в связи с начавшимся расследованием его временно отстранили от соревнований. Впоследствии несоответствие показателей крови объяснилось проводившимися сеансами озонотерапии — эта процедура подразумевает переливание крови, запрещённое Всемирным антидопинговым агентством. Боец признал вину и получил дисквалификацию сроком в шесть месяцев.
После окончания дисквалификации руководство UFC вновь поставило его в пару с Гаджимурадом Антигуловым на турнире в июле 2018 года. Куцелаба вышел на этот поединок и выиграл техническим нокаутом в первом раунде.

## Статистика в MMA
| Боёв 31  | Побед 19 | Поражений 11 |
| -------- | -------- | ------------ |
| Нокаутом | 13       | 3            |
| Сдачей   | 3        | 4            |
| Решением | 3        | 3            |
| Другие   | 0        | 1            |
| Ничьи    | 1        | 1            |

| Результат | Рекорд      | Соперник             | Способ                      | Турнир                                    | Дата             | Раунд | Время | Место                     | Примечание                                         |
| --------- | ----------- | -------------------- | --------------------------- | ----------------------------------------- | ---------------- | ----- | ----- | ------------------------- | -------------------------------------------------- |
| Поражение | 19-11-1 (1) | Модестас Бакаускас   | Раздельное решение          | UFC 315                                   | 10 мая 2025      | 3     | 5:00  | Монреаль, Квебек, Канада  |                                                    |
| Победа    | 19-10-1 (1) | Ибо Аслан            | Сдача (ручной треугольник)  | UFC Fight Night: Сехудо vs. Сун           | 23 февраля 2025  | 1     | 2:51  | Сиэтл, Вашингтон, США     |                                                    |
| Победа    | 18-10-1 (1) | Иван Эрслан          | Раздельное решение          | UFC Fight Night: Мойкану vs. Сен-Дени     | 28 сентября 2024 | 3     | 5:00  | Париж, Франция            |                                                    |
| Поражение | 17-10-1 (1) | Фелипе Линс          | Единогласное решение        | UFC 299                                   | 9 марта 2024     | 3     | 5:00  | Майами, Флорида, США      |                                                    |
| Победа    | 17–9–1 (1)  | Таннер Бозер         | TKO (удары)                 | UFC on ESPN: Холлоуэй vs. Аллен           | 15 апреля 2023   | 1     | 2:05  | Канзас-Сити, Миссури, США |                                                    |
| Поражение | 16–9–1 (1)  | Кеннеди Нзечукву     | TKO (колено и удары руками) | UFC Fight Night: Нзечукву vs. Куцелаба    | 19 ноября 2022   | 2     | 1:02  | Лас-Вегас, Невада, Невада |                                                    |
| Поражение | 16-8-1 (1)  | Джонни Уокер         | Сдача (удушение сзади)      | UFC 279                                   | 10 сентября 2022 | 1     | 2:39  | Лас-Вегас, Невада, США    |                                                    |
| Поражение | 16-7-1 (1)  | Райан Спэнн          | Сдача (гильотина)           | UFC on ESPN: Блахович vs. Ракич           | 14 мая 2022      | 1     | 2:22  | Лас-Вегас, Невада,США     |                                                    |
| Победа    | 16-6-1 (1)  | Девин Кларк          | Единогласное решение        | UFC Fight Night: Смит vs. Спэнн           | 18 сентября 2021 | 3     | 5:00  | Лас-Вегас, Невада, США    |                                                    |
| Ничья     | 15-6-1 (1)  | Дастин Джейкоби      | Ничья                       | UFC on ESPN: Рейес vs. Прохазка           | 1 мая 2021       | 3     | 5:00  | Лас Вегас, США            |                                                    |
| Поражение | 15-6 (1)    | Магомед Анкалаев     | KO (удары)                  | UFC 254                                   | 24 октября 2020  | 1     | 4:19  | Абу-Даби, ОАЭ             |                                                    |
| Поражение | 15-5 (1)    | Магомед Анкалаев     | TKO (удары)                 | UFC Fight Night: Benavidez vs. Figueiredo | 29 февраля 2020  | 1     | 0:38  | Норфолк, США              |                                                    |
| Победа    | 15-4 (1)    | Халил Раунтри        | TKO (удары локтями)         | UFC Fight Night: Hermansson vs. Cannonier | 28 сентября 2019 | 1     | 2:35  | Копенгаген, Дания         |                                                    |
| Поражение | 14-4 (1)    | Гловер Тейшейра      | Сдача (удушение сзади)      | UFC Fight Night: Jacaré vs. Hermansson    | 27 апреля 2019   | 2     | 3:37  | Санрайз, США              |                                                    |
| Победа    | 14-3 (1)    | Гаджимурад Антигулов | TKO (удары)                 | UFC on Fox: Alvarez vs. Poirier 2         | 28 июля 2018     | 1     | 4:25  | Калгари, Канада           |                                                    |
| Победа    | 13-3 (1)    | Энрике да Силва      | KO (удары руками)           | UFC Fight Night: Lewis vs. Hunt           | 11 июня 2017     | 1     | 0:22  | Окленд, Новая Зеландия    |                                                    |
| Поражение | 12-3 (1)    | Джаред Каннонье      | Единогласное решение        | The Ultimate Fighter 24 Finale            | 3 декабря 2016   | 3     | 5:00  | Лас-Вегас, США            | Бой вечера.                                        |
| Победа    | 12-2 (1)    | Джонатан Уилсон      | Единогласное решение        | UFC Fight Night: Lineker vs. Dodson       | 1 октября 2016   | 3     | 5:00  | Портленд, США             |                                                    |
| Поражение | 11-2 (1)    | Миша Циркунов        | Сдача (треугольник руками)  | UFC Fight Night: MacDonald vs. Thompson   | 18 июня 2016     | 3     | 1:22  | Оттава, Канада            | Дебют в полутяжёлом весе.                          |
| Победа    | 11-1 (1)    | Малик Мерад          | KO (удары руками)           | WWFC: Cage Encounter 4                    | 19 сентября 2015 | 1     | 0:08  | Париж, Франция            | Бой в промежуточном весе 94,8 кг.                  |
| Победа    | 10-1 (1)    | Виталий Онтищенко    | Сдача (омоплата)            | WWFC: Cage Encounter 3                    | 4 апреля 2015    | 1     | 2:37  | Киев, Украина             |                                                    |
| Победа    | 9-1 (1)     | Юрий Горбенко        | TKO (удары руками)          | WWFC: Ukraine Selection 5                 | 28 февраля 2015  | 1     | 1:10  | Киев, Украина             |                                                    |
| Победа    | 8-1 (1)     | Изидор Бунеа         | TKO (удары руками)          | WWFC: Cage Encounter 2                    | 13 декабря 2014  | 1     | 1:13  | Кишинёв, Молдавия         |                                                    |
| Победа    | 7-1 (1)     | Александру Стойка    | KO (удар рукой)             | WWFC: Cage Encounter 1                    | 14 июня 2014     | 1     | 0:07  | Кишинёв, Молдавия         |                                                    |
| Победа    | 6-1 (1)     | Константин Падуре    | KO (удар рукой)             | CSA FC: Adrenaline                        | 4 апреля 2014    | 1     | 1:05  | Кишинёв, Молдавия         |                                                    |
| Победа    | 5-1 (1)     | Игорь Горкун         | KO (удар рукой)             | GEFC: Battle on the Gold Mountain         | 21 декабря 2013  | 1     | 0:28  | Ужгород, Украина          |                                                    |
| Поражение | 4-1 (1)     | Михал Андрышак       | DQ (удары по затылку)       | CWFC 58                                   | 24 августа 2013  | 1     | 4:07  | Грозный, Россия           |                                                    |
| Поражение | 4-0 (1)     | Мурод Хантураев      | NC (удары руками)           | Alash Pride: Grand Prix 2013              | 7 июля 2013      | 1     | 0:24  | Алма-Ата, Казахстан       | Четвертьфинал гран-при Alash Pride в тяжёлом весе. |
| Победа    | 4-0         | Анатолий Чумак       | TKO (удары руками)          | ECSF: Battle of Bessarabia                | 24 марта 2013    | 2     | 0:29  | Кишинёв, Молдавия         |                                                    |
| Победа    | 3-0         | Игорь Кукурудзяк     | Сдача (омоплата)            | ECSF: Adrenaline                          | 14 декабря 2012  | 1     | 0:42  | Кишинёв, Молдавия         |                                                    |
| Победа    | 2-0         | Юлиан Чиликов        | TKO (удары руками)          | The Battle For Ruse                       | 22 июня 2012     | 1     | 0:25  | Русе, Болгария            |                                                    |
| Победа    | 1-0         | Даглар Гасымов       | TKO (удары руками)          | CIS: Cup                                  | 5 апреля 2012    | 1     | 0:27  | Нижний Новгород, Россия   |                                                    |